# Esistenza
L'esistenza è argomento ontologico per eccellenza e si relaziona con quello dell'Essere, ma in subordine, come suo modo contingente di manifestarsi e di fluire. Esso attiene perciò anche alla dimensione del divenire.

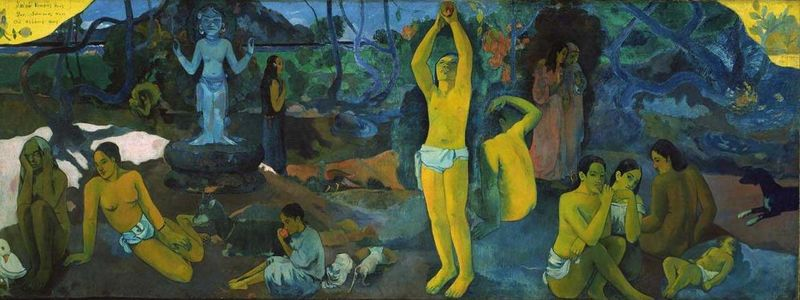
Da dove veniamo? Chi siamo? Dove andiamo?, di Paul Gauguin (1897)

## Etimologia e significato del termine
"Esistenza" significa etimologicamente stare da, perché deriva dal composto latino ēx + sistentia, che vuol dire avere l'essere da un altro, esterno a sé. L'esistenza infatti non ha l'essere in proprio, ma esiste solo in quanto è subordinata ad un essere superiore. Per questo le parole esistenza ed essere sono state trattate in maniera piuttosto diversa nell'arco della storia della filosofia occidentale.

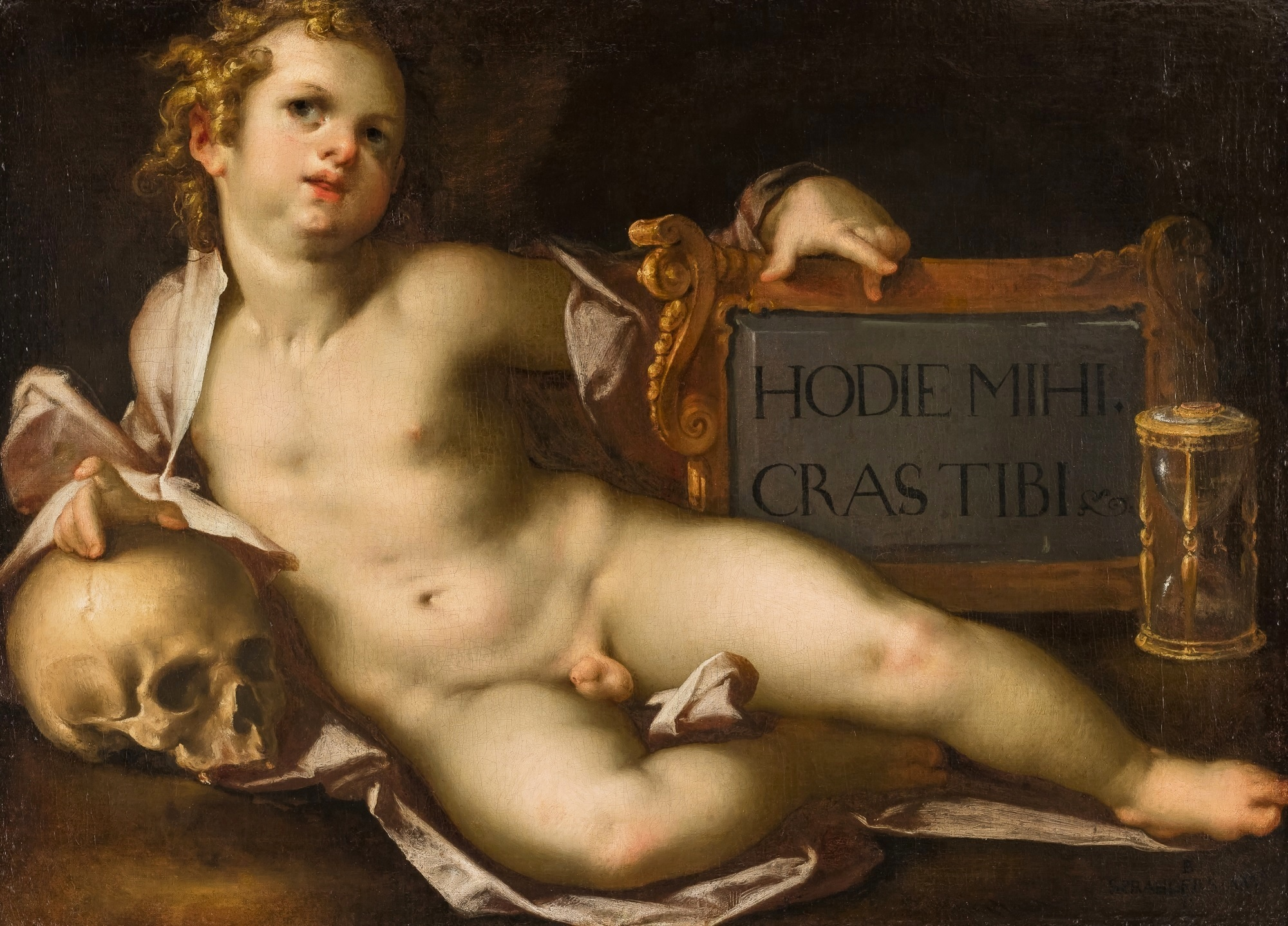
Vanitas di Bartholomeus Spranger (XVII secolo): dipinto con bambino, cranio e clessidra sulla caducità dell'esistenza, ispirato al motto di Manilio nascendo morimur.

Platone distinse per primo l'esistenza dall'essere, affermando che il mondo sensibile dipende ontologicamente dalle idee, ed esiste solo in relazione a queste ultime, come loro forma umbratile. Le idee sono in sé e per sé, e bastano a se stesse, mentre l'esistenza ha bisogno dell'essere, ed è come un ponte sospeso tra essere e non essere. L'uomo in particolare vive drammaticamente questa condizione di sospensione in quanto individuo calato nell'esistenza. Egli avverte il richiamo del mondo iperuranio, in cui risiede la dimensione più vera dell'Essere, eterna, immutabile, e incorruttibile, ma il suo essere è inevitabilmente soggetto alla contingenza, al divenire, e alla morte.

### Sviluppi successivi a Platone
Le parole (e i concetti) esistenza ed essere hanno assunto due significati diversi anche in Aristotele. Questi ha evidenziato che esistono diversi modi in cui gli oggetti possono "essere", dando così luogo all'ontologia, campo fondato sulle relazioni tra le varie categorie dell'essere, fra cui la sostanza e gli attributi. Aristotele concepisce l'esistenza come sinolo, ossia unione di materia + forma. A differenza dell'essere in atto, che 'è' per necessità, l'esistenza possiede solamente la possibilità di essere, per via della quale essa risulta ancora protesa verso la realizzazione compiuta di sé.
Nell'ambito della contrapposizione tra "essenza" ed "esistenza", il teologo Anselmo d'Aosta riteneva che la prova dell'esistenza di Dio fosse riposta nella sua perfezione, giacché nell'idea di perfetto è implicita l'esistenza, che è parte fondamentale dell'essenza stessa.

Per Tommaso d'Aquino, che riprende Aristotele, l'esistenza va invece distinta dall'essenza: quest'ultima compete a quel che una creatura è «in sé», mentre l'esistenza è anche «per sé», tendendo cioè a realizzare quanto ha potenzialmente dentro di sé. Un essere quindi tanto più è realizzato quanto più ha tradotto in atto, in esistenza, le potenzialità della sua essenza. Questa tensione gli proviene da Dio, motore immobile nel quale l'esistenza è divenuta pienezza dell'essere perennemente in atto.
Il concetto di esistenza come modo d'essere specifico dell'uomo lo si ritrova in Giambattista Vico, correlato al suo concetto di storia. Essendo la storia una dimensione propria soltanto dell'uomo (e conoscibile solo in quanto tale), ciò che l'uomo è o fa diviene storicizzabile e reale solo per il suo specifico modo di estrinsecarsi e di esistere. Da ciò la sua critica a Cartesio, che non avrebbe potuto affermare «penso dunque sono», bensì «penso dunque esisto».

### Kant e Gassendi: l'esistenza come concetto astratto
Secondo Kant l'esistenza non è una caratteristica reale della perfezione,, a differenza di Cartesio per cui l'esistenza era al contrario un elemento necessario alla perfezione divina:
(Kant, Critica della ragion pura, p. 342)
In modo analogo, Pierre Gassendi (Obiezioni contro la Quinta Meditazione, II) aveva affermato che l'esistenza non è un predicato o una proprietà, bensì un soggetto (o substantia o id sine quo in senso aristotelico), o anche un atto che realizza le perfezioni. Anche Frege ipotizzò che l'esistenza sia la proprietà non di un oggetto, bensì di un concetto, una proprietà di secondo ordine. Essa indicherebbe che un concetto non è un insieme vuoto, ma che ad esso appartiene almeno un esemplare, detto anche istanza.

### Schelling: il Dio in divenire
Per dirimere i problemi sorti con Kant, Friedrich Schelling distinse l'essenza, che riguarda l'Essere da un punto di vista puramente logico-formale, dall'esistenza, che attiene invece all'aspetto storico e concreto dell'essere. Dio stesso, secondo Schelling, non solo è, ma esiste, perché è un Dio vivente in divenire. Essendo causa sui, cioè causa di sé, in Dio è presente un fondo oscuro dal quale Egli emerge, rivelando se stesso e attestando la vittoria della luce sulle tenebre. Per questo motivo, l'Essere di Dio non è semplicemente qualcosa di statico, ma è piuttosto un "venire all'Essere", cioè appunto un esistere, un "essere da".
Secondo Schelling, una teologia che si occupi di Dio partendo da una prospettiva puramente logica è una filosofia negativa, che studia soltanto il modo in cui si deve pensare la realtà secondo la necessità della logica. Ma questa filosofia va completata da una filosofia positiva che si occupi anche dell'esistenza, cioè del modo in cui il dato empirico viene all'essere e si fa storia. Schelling vede in particolare nel Cristianesimo una religione positiva dal carattere intimamente storico, che attesta la vita e l'esistenza concreta di Dio.

### Kierkegaard e l'esistenzialismo
Schelling inaugurò in tal modo un nuovo filone di pensiero incentrato sull'esistenza, sulla quale verterà anche la riflessione di Kierkegaard. Questi diede vita alla corrente denominata appunto "esistenzialismo", che studia l'esistenza umana nel suo aspetto storico e concreto. Per Kierkegaard l'esistenza diventa una "possibilità" tipica dell'uomo di stare nel mondo e di confrontarsi con esso e con Dio.
Nella filosofia contemporanea ci sono stati ulteriori contributi a questo termine. Si ricordino, tra le altre, le posizioni di Martin Heidegger e di Jean-Paul Sartre. Heidegger sostiene infatti, ponendosi al di fuori di ogni passata concezione metafisica e umanistica, che i concetti ormai trapassati di “existentia” ed “essentia” non debbano più essere considerati nelle loro accezioni ormai consunte, affermando, in una pagina della “Lettera sull’umanismo“, che “l’e-sistenza dell’uomo è la sua sostanza”, ovvero la sua essenza, tanto che la sua principale critica all’esistenzialismo consiste nel fatto che quest’ultimo, con la sua tesi che suona “l’esistenza precede l’essenza”, la quale rovescia la tesi della Scolastica, rimane tuttavia irretita nella medesima determinazione metafisica; insomma, per Heidegger, il quale oltrepassa definitivamente la metafisica, essenza ed esistenza coincidono. In quest'ottica risulta fondamentale allora il recupero di alcune tesi metafisiche di Aristotele. Sartre, contrapponendosi nettamente alle posizioni ontologiche di Heidegger, sottolineava l'originarietà dell'esistenza, sostenendo che l'uomo esiste prima di essere e che, in seguito a ciò, mentre può essere ciò che vuole, non può decidere di non esistere. La tesi proposta da Sartre sposta il termine esistenza nuovamente nel campo dell'esistenziale piuttosto che in quello dell'ontologico.
Sebbene spesso la discussione non si sia incentrata sull'esistenza, la disputa tra il realismo, il fenomenalismo, il fisicalismo e varie altre scuole di pensiero, riguarda quelli che potrebbero essere chiamati i criteri dell'esistenza.

## Filosofia anglo-americana
Nella filosofia angloamericana probabilmente la questione più dibattuta intorno all'esistenza è “di che tipo di concetto si tratti”, ovvero quale funzione svolga nel linguaggio, sia quello naturale sia quello formale. Un altro importante (ma meno del precedente) argomento di discussione è se la parola 'esistenza' o 'esistere' possa essere esaminata dal punto di vista filosofico, o definita oppure spiegata e, in quest'ultimo caso, quale spiegazione possa darsene. Forse il senso più diffuso del termine riguarda l'essere in un certo momento, nel presente, piuttosto che nel passato o nel futuro.
Frege e Russell, tra gli altri, hanno sostenuto, per ragioni simili, che 'esistere' non è un predicato della logica o, più precisamente, non è un predicato del primo ordine (ciò che implica che l'esistenza non è una proprietà che sia possibile attribuire ad un oggetto o individuare in esso). Questa è diventata la visione dominante (anche se non l'unica) nell'ambito della filosofia angloamericana del XX secolo. Tuttavia, G. E. Moore ha rimesso tutto in questione a questo proposito, a partire dalla constatazione dell'enorme difficoltà offerta dalla materia. Barry Miller (1923-2006) ha dal canto suo offerto una dimostrazione formale (soltanto ora ampiamente accettata) dei modi nei quali l'esistenza si configura come predicato.

## Il concetto diesistenzanel senso comune
Ma se l'esistenza può avere diversi significati, cosa vuol dire per il senso comune che un oggetto fisico “esiste”? Si potrebbe tentare di darne una definizione, ponendola al posto dei puntini all'interno della frase: "Un oggetto esiste se e solo se…".
Ma si ritiene in generale che la questione non possa essere posta in questi termini, e che semplicemente l'esistenza non possa essere definita (almeno non in termini così rigorosi). Del resto, poiché comunemente è comunque comprensibile cosa si intenda per “esistenza fisica”, si ritiene che una definizione tanto rigorosa non sia necessaria. Tuttavia, tale impresa non è neanche impossibile: i tentativi per riuscirvi sono riportati di seguito.
George Orwell ha definito l'esistenza nel suo celebre romanzo 1984. O'Brien, uno dei personaggi, spiega a Winston (il protagonista) che la verità risiede in ciò che si crede, e che l'esistenza non è altro che una delle tante convinzioni che gli uomini possono avere: così, basterà uccidere Winston e rimuovere il suo nome dagli archivi affinché non solo egli non esista più, ma affinché egli non sia mai esistito. L'ultimo baluardo dell'esistenza è a quel punto solo la memoria di chi lo ha conosciuto (il che riduce l'esistenza ad un “fatto” della coscienza).
Si potrebbe assumere questo punto di partenza per definire l'esistenza in negativo: possiamo dire che un oggetto è reale se non è semplicemente frutto dell'immaginazione di qualcuno, o che esso fa parte del presente in quanto non appartiene né al passato né al futuro.
Il senso comune dispone tuttavia di un significato più intuitivo: un oggetto fisico esiste se ricade all'interno del complesso spazio-temporale con il quale l'umanità è sempre a diretto contatto in un certo momento. È allora possibile dare le seguenti definizioni:
Un oggetto fisico O esiste se, e solo se, O è, nel momento attuale, collocato spazialmente all'interno dell'universo con il quale siamo in contatto.
Questa è la definizione che deriva dal senso comune dell'esistenza. Tuttavia, sono ben pochi i filosofi che vi si sono rifatti (perlopiù infatti è la corrente del materialismo ad averla ripresa; ma tutto il resto della storia del pensiero non ha potuto fare a meno di rilevare la non rigorosità e la problematicità di questa visione: infatti, come posso essere sicuro che “ci siano” degli oggetti e che non si tratti di una mia illusione? Già l'antichissima filosofia indiana si interrogava sul problema della percezione illusoria. E poi: quand'è che qualcosa può essere veramente definito “oggettivo”? Come uscire dal circolo vizioso per cui l'esistenza di un certo oggetto fra i tanti presuppone – e non dimostra – l'esistenza di una realtà esterna alla coscienza? Esiste la coscienza, e solo la coscienza?). Tuttavia Bruce Aune, ad esempio, ha basato la sua indagine filosofica proprio su una definizione simile. In maniera piuttosto interessante, inoltre, Raimon Panikkar ha riflettuto sulla relazione tra l'esistenza degli oggetti e quella della coscienza, ritenendole inseparabili.
Un altro modo di considerare e verificare l'esistenza o meno di qualcosa è di considerarlo in base alla sua effettualità, cioè alla sua capacità di produrre effetti su qualcos'altro. Il caso più noto è quello della materia oscura, che costituirebbe oltre il 95% della massa totale dell'universo, mentre la materia conosciuta (fermioni + bosoni) sembra rappresentare solo il 5% del totale. Si è certi infatti che la materia oscura esiste, ma non si sa ancora di quali particelle sia costituita.

## Gli enti astratti
Un altro tema di indagine dell'ontologia è quella di stabilire se sia possibile e in che termini attribuire l'esistenza agli enti astratti (la pace, la paura, l'idea, l'eternità, la poesia, la lingua italiana, ecc.), le proprietà (caldo, cattivo, breve, bello, ecc.), le proposizioni ("Giovanni ama il suo violino"), gli enti trascendenti/fantastici (dio, paradiso, il cavallo alato, ecc.), le azioni o gli eventi ("la partita di calcio", "il compleanno"), le entità sociali ("il denaro", "il governo") nonché agli oggetti matematici (numeri, insiemi, collezioni, operatori). Si arriverebbe al paradosso per il quale la branca specifica della filosofia che studia l'esistente, essendo per definizione una metodologia teoretica ovvero puramente speculativa, "potrebbe" non esistere essa stessa.
Si tratta di decidere se i concetti o le convenzioni ("cose" generate dalla mente umana e a cui si è attribuito consensualmente un nome cioè li si è identificati) abbiano la proprietà dell'esistenza, situazione che nel sentimento comune si riserva praticamente alle "cose" percepibili con i sensi (il pianeta Venere, il nonno, una montagna, la zanzara, la pizza, il virus dell'influenza, il telefonino, ecc.). I filosofi del linguaggio, ad esempio, rilevano che già solo perché c'è una comprensione tra coloro che utilizzano concetti astratti, è difficile poter sostenere che questi non esistano. Basti pensare ad un'opera artistica non di tipo figurativo (come una statua): chi metterebbe in dubbio l'esistenza dei Promessi sposi (intesa concettualmente come il celebre romanzo, non ovviamente come un determinato libro sul tavolo che "contiene" il romanzo). Oppure sarebbe arduo negare l'intuitiva ed immediata esistenza di un sentimento che si nutre, di un pensiero che si ha in animo, di una conoscenza appresa e utilmente impiegata. Per non parlare di tutti coloro che, in base ad una qualsiasi fede religiosa, sostengono l'esistenza, ad esempio, di una o più divinità o della reincarnazione o dell'anima o del diavolo o dei relativi luoghi oltremondani (cose che, dal punto di vista empirico, rimangono essenzialmente strutture teoriche). E per concludere l'elenco degli esempi: nessuno mette in dubbio che il numero 5 o il poligono triangolo o la nota sol esistano.
Ad esempio nel medioevo la disputa sugli universali è stata uno dei tentativi filosofici di dare una risposta a questo antico problema: l'identità e l'esistenza di entità ideali (o fittizie, immateriali, immaginarie) contrapposte a entità concrete (o empiriche/sensibili, materiali, reali). Questa disputa è alla base del dilemma se gli universali (l'umanità, il gatto, il temporale, il linguaggio, il rosso, la vita, l'indirizzo IP, ecc.) abbiano consistenza ontologica tipica del reale (posizione realista) oppure siano solo parole esplicative rappresentanti concetti generali (cioè categorie semantiche non dotate della proprietà dell'esistenza) che si utilizzano quando non si sta parlando di loro determinate istanze spazio-temporali (posizione nominalista).

## Logica matematica
Nella logica matematica esiste il quantificatore esistenziale (il cui simbolo è ∃). Esso rappresenta un concetto affine a quello che il termine ha in ambito filosofico; costrutti come (∃x) P(x) possono essere letti come "esiste almeno un x che soddisfa il predicato P".